# جشنواره فیلم کن ۱۹۶۰
سیزدهمین دوره جشنواره فیلم کن در روزهای ۰۴–۲۰ می ۱۹۶۰ برگزار شد نخل طلایی به فدریکو فلینی از ایتالیا رسید.

## برندگان
- نخل طلا: زندگی شیرین (فیلم ۱۹۶۰) توسط فدریکو فلینی
- جایزه هیئت داوران جشنواره فیلم کن:
  - ماجرا توسط میکل‌آنجلو آنتونیونی
  - کلید (فیلم ۱۹۵۹) توسط کن ایچیکاوا
- جایزه بهترین بازیگر زن جشنواره فیلم کن:
  - ژن مورو برای مدراتو کانتابیله (فیلم)
  - ملینا مرکوری برای یکشنبه‌ها هرگز